# Parni
Cet article concerne les Parni. Pour les petits ARN interférents (pARNi), voir Petit ARN interférent.

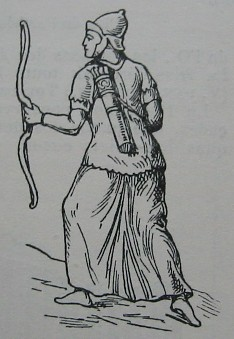
Guerrier parthe

Les Parni ou Parnes sont une nation nomade scythe de la confédération dahae qui, dirigée par Arsace, a conquis la Parthie vers 245 av. J.-C., créant ainsi les bases du futur empire parthe. 
Probablement originaires des steppes bordant la mer d'Aral, ils ont commencé à migrer vers les régions orientales du royaume séleucide au début du IIIe siècle av. J.-C..